# SBS 창작 애니메이션 대상
SBS 창작 애니메이션 대상(SBS Animation Awards)은 SBS와 문화체육관광부가 주최하는 애니메이션 시상식이다. 독립 애니메이션과 단편 애니메이션의 저변 확대를 위해 개최하였다.

## 개요

### 2009년
- 슬로건 : 애니메이션 스루 SBS(Animation thru SBS)
- 주최 : SBS, 문화체육관광부
- 주관 : SBS 창작 애니메이션 대상 조직 위원회
- 후원 : 서울 애니메이션 센터, 한국 만화 애니메이션 학회, 한국 애니메이션 학회, 한국 애니메이션 제작자 협회, 한국 애니메이션 예술인 협회, 상상나라, 인디스토리
- 일자 : 2009년 7월 1일
- 장소 : SBS 등촌동 공개홀

## 수상 작품

### 2009년
| 구분              | 구분              | 정식 명칭         | 수상 작품                         |
| ----------------- | ----------------- | ----------------- | --------------------------------- |
| 대상              | 대상              | 문화체육관광부 상 | 웨이 홈                           |
| 학생 부문         | 최우수상          | SBS 사장상        | 이상한 치과의 하양이              |
| 학생 부문         | 우수상            |                   | 무슨 일이야?                      |
| 학생 부문         | 장려상            |                   | 셔틀 T 42                         |
| 학생 부문         | 장려상            | 원 웨이           |                                   |
| 일반 부문         | 최우수상          | SBS 사장상        | 도시에서 그녀가 피할 수 없는 것들 |
| 일반 부문         | 우수상            |                   | 개 조심                           |
| 일반 부문         | 장려상            |                   | 단장의 능선                       |
| 일반 부문         | 장려상            | 체임버            |                                   |
| 단체 부문         | 최우수상          | SBS 사장상        | 라 바                             |
| 단체 부문         | 우수상            |                   | 제불찰 씨 이야기                  |
| 단체 부문         | 장려상            |                   | 크리스마스 인 택시                |
| 단체 부문         | 장려상            | 원티드            |                                   |
| 심사위원 특별상   | 심사위원 특별상   |                   | 산책가                            |
| SBS 애니갤러리 상 | SBS 애니갤러리 상 |                   | 메마른 도시                       |